# Football League One 2004-2005
La Football League One 2004-2005, conosciuta anche con il nome di Coca-Cola League One per motivi di sponsorizzazione, è stato il 78º campionato inglese di calcio di terza divisione, nonché il 1º con la denominazione di League One. 

## Aggiornamenti
Trasferimento di titolo sportivo
- Il Wimbledon FC retrocesso dalla First Division si trasferisce nella città di Milton Keynes ed assume la denominazione di Milton Keynes Dons FC.

## Squadre partecipanti
| Squadra             | Città                    | Stadio                  | Stagione precedente                                     |
| ------------------- | ------------------------ | ----------------------- | ------------------------------------------------------- |
| Barnsley            | Barnsley                 | Oakwell Stadium         | 12º posto in Football League Second Division            |
| Blackpool           | Blackpool                | Bloomfield Road         | 14º posto in Football League Second Division            |
| Bournemouth         | Bournemouth              | Fitness First Stadium   | 9º posto in Football League Second Division             |
| Bradford City       | Bradford                 | Valley Parade           | 23º posto in Football League First Division, retrocesso |
| Brentford           | Londra (Hounslow)        | Griffin Park            | 17º posto in Football League Second Division            |
| Bristol City        | Bristol                  | Ashton Gate             | 3º posto in Football League Second Division             |
| Chesterfield        | Chesterfield             | Saltergate              | 20º posto in Football League Second Division            |
| Colchester United   | Colchester               | Layer Road              | 11º posto in Football League Second Division            |
| Doncaster Rovers    | Doncaster                | Belle Vue               | 1º posto in Football League Third Division, promosso    |
| Hartlepool United   | Hartlepool               | Victoria Park           | 6º posto in Football League Second Division             |
| Huddersfield Town   | Huddersfield             | Galpharm Stadium        | 4º posto in Football League Third Division, promosso    |
| Hull City           | Kingston upon Hull       | KC Stadium              | 2º posto in Football League Third Division, promosso    |
| Luton Town          | Luton                    | Kenilworth Road         | 10º posto in Football League Second Division            |
| Milton Keynes Dons  | Milton Keynes            | National Hockey Stadium | 24º posto in Football League First Division, retrocesso |
| Oldham Athletic     | Oldham                   | Boundary Park           | 15º posto in Football League Second Division            |
| Peterborough United | Peterborough             | London Road             | 18º posto in Football League Second Division            |
| Port Vale           | Stoke-on-Trent (Burslem) | Vale Park               | 7º posto in Football League Second Division             |
| Sheffield Wednesday | Sheffield                | Hillsborough            | 16º posto in Football League Second Division            |
| Stockport County    | Stockport                | Edgeley Park            | 19º posto in Football League Second Division            |
| Swindon Town        | Swindon                  | County Ground           | 5º posto in Football League Second Division             |
| Torquay United      | Torquay                  | Plainmoor               | 3º posto in Football League Third Division, promosso    |
| Tranmere Rovers     | Birkenhead               | Prenton Park            | 8º posto in Football League Second Division             |
| Walsall             | Walsall                  | Bescot Stadium          | 22º posto in Football League First Division, retrocesso |
| Wrexham             | Wrexham                  | Racecourse Ground       | 13º posto in Football League Second Division            |

## Classifica
|  | Pos. | Squadra           | Pt | G  | V  | N  | P  | GF | GS | DR  |
|  | ---- | ----------------- | -- | -- | -- | -- | -- | -- | -- | --- |
|  | 1.   | Luton Town        | 98 | 46 | 29 | 11 | 6  | 87 | 48 | +39 |
|  | 2.   | Hull City         | 86 | 46 | 26 | 8  | 12 | 80 | 53 | +27 |
|  | 3.   | Tranmere          | 79 | 46 | 22 | 13 | 11 | 73 | 55 | +18 |
|  | 4.   | Brentford         | 75 | 46 | 22 | 9  | 15 | 57 | 60 | -3  |
|  | 5.   | Sheffield Weds    | 72 | 46 | 19 | 15 | 12 | 77 | 59 | +18 |
|  | 6.   | Hartlepool Utd    | 71 | 46 | 21 | 8  | 17 | 76 | 66 | +10 |
|  | 7.   | Bristol City      | 70 | 46 | 18 | 16 | 12 | 74 | 57 | +17 |
|  | 8.   | Bournemouth       | 70 | 46 | 20 | 10 | 16 | 77 | 64 | +13 |
|  | 9.   | Huddersfield Town | 70 | 46 | 20 | 10 | 16 | 74 | 65 | +9  |
|  | 10.  | Doncaster         | 66 | 46 | 16 | 18 | 12 | 65 | 60 | +5  |
|  | 11.  | Bradford City     | 65 | 46 | 17 | 14 | 15 | 64 | 62 | +2  |
|  | 12.  | Swindon Town      | 63 | 46 | 17 | 12 | 17 | 66 | 68 | -2  |
|  | 13.  | Barnsley          | 61 | 46 | 14 | 19 | 13 | 69 | 64 | +5  |
|  | 14.  | Walsall           | 60 | 46 | 16 | 12 | 18 | 65 | 69 | -4  |
|  | 15.  | Colchester Utd    | 59 | 46 | 14 | 17 | 15 | 60 | 50 | +10 |
|  | 16.  | Blackpool         | 57 | 46 | 15 | 12 | 19 | 54 | 59 | -5  |
|  | 17.  | Chesterfield      | 57 | 46 | 14 | 15 | 17 | 55 | 62 | -7  |
|  | 18.  | Port Vale         | 56 | 46 | 17 | 5  | 24 | 49 | 59 | -10 |
|  | 19.  | Oldham Athletic   | 52 | 46 | 14 | 10 | 22 | 60 | 73 | -13 |
|  | 20.  | MK Dons           | 51 | 46 | 12 | 15 | 19 | 54 | 68 | -14 |
|  | 21.  | Torquay Utd       | 51 | 46 | 12 | 15 | 19 | 55 | 79 | -24 |
|  | 22.  | Wrexham (-10)     | 43 | 46 | 13 | 14 | 19 | 62 | 80 | -18 |
|  | 23.  | Peterborough Utd  | 39 | 46 | 9  | 12 | 25 | 49 | 73 | -24 |
|  | 24.  | Stockport County  | 26 | 46 | 6  | 8  | 32 | 49 | 98 | -49 |

Legenda:
      Promosso in Football League Championship 2005-2006.
  Ammesso ai play-off.
      Retrocesso in Football League Two 2005-2006.
Regolamento:
Tre punti a vittoria, uno a pareggio, zero a sconfitta.
In caso di arrivo di due o più squadre a pari punti, la graduatoria verrà stilata secondo i seguenti criteri:
- differenza reti
- maggior numero di gol segnati

Note:

Torquay United retrocesso in League Two per peggior differenza reti rispetto all'ex aequo Milton Keynes Dons.
Il Wrexham, messo in amministrazione finanziaria il 3 dicembre 2004, è stato sanzionato con 10 punti di penalizzazione.

## Spareggi

### Play-off

#### Tabellone
|  | Semifinali | Semifinali               | Semifinali | Semifinali | Semifinali |  |  | Finale | Finale               | Finale |  |
|  |            |                          |            |            |            |  |  |        |                      |        |  |
|  | 6          | Hartlepool Utd (6-5 dcr) | 2          | 0          | 2          |  |  |        |                      |        |  |
|  | 3          | Tranmere                 | 0          | 2          | 2          |  |  | 6      | Hartlepool Utd       | 2      |  |
|  | 5          | Sheffield Weds           | 1          | 2          | 3          |  |  | 5      | Sheffield Weds (dts) | 4      |  |
|  | 4          | Brentford                | 0          | 1          | 1          |  |  |        |                      |        |  |

#### Semifinali
|                     | Risultati     |                     | Luogo e data               |
| ------------------- | ------------- | ------------------- | -------------------------- |
| Sheffield Wednesday | 1-0           | Brentford           | Sheffield, 12 maggio 2005  |
| Brentford           | 1-2           | Sheffield Wednesday | Londra, 16 maggio 2005     |
|                     |               |                     |                            |
| Hartlepool United   | 2-0           | Tranmere Rovers     | Hartlepool, 13 maggio 2005 |
| Tranmere Rovers     | 2-0 (5-6 dcr) | Hartlepool United   | Birkenhead, 17 maggio 2005 |
|                     |               |                     |                            |

#### Finale
|                     | Risultato |                   | Luogo e data                                 |
| ------------------- | --------- | ----------------- | -------------------------------------------- |
| Sheffield Wednesday | 4-2 (dts) | Hartlepool United | Cardiff (Millennium Stadium), 29 maggio 2005 |
|                     |           |                   |                                              |